# Église Sainte-Madeleine de Saint-Ilpize
Pour les articles homonymes, voir Église Sainte-Madeleine.
L'église Sainte-Madeleine est une église catholique construite située à Saint-Ilpize, en France.

## Localisation
L'église est située dans le département français de la Haute-Loire, sur la commune de Saint-Ilpize.
|  |
|  |

|  |
|  |

|  |
|  |

## Historique
L'édifice est classé au titre des monuments historiques en 1920. 

## Valorisation du patrimoine
Une souscription en faveur des travaux d'urgence de l'église Sainte-Madeleine a été lancée dans le cadre d'un projet mené par l'association des Amis de Saint-Ilpize. L'édifice avait été déclaré en péril dans le cadre de la mission Stéphane Bern pour la sauvegarde du patrimoine en 2018. Elle figure donc dans la liste des sites retenus pour le loto du patrimoine en 2018. Les premiers travaux de mise en sécurité de l’église ont démarré en septembre 2018.